# 吴拉姆·阿里·阿拉纳
吴拉姆·阿里·阿拉纳（Ghulam Ali Allana，1906年8月22日—1985年3月9日），巴基斯坦创始人穆罕默德·阿里·真纳的朋友和传记作者。他是巴基斯坦英语诗人，且是穆罕默德·真纳的妹妹法蒂玛·真纳的顾问和朋友。
吴拉姆·阿里·阿拉纳出生在一个伊斯玛仪霍加派家庭，在卡拉奇逝世。他的长诗《在爱的门前》以神秘主义而著称。
1948年5月25日至7月8日，阿拉納短暫任卡拉奇市長。
阿拉納曾為真納寫過一本傳記《伟大领袖真纳：一个民族的经历》（Quaid-e-Azam Jinnah: The story of a Nation），1967年出版。有1983年商務印書館中譯本。
他的儿子皮亚尔·阿里·阿拉纳是一位政治家，贝娜齐尔·布托当总理时曾任國會议员。